# Unruhen in Stockholm 2013

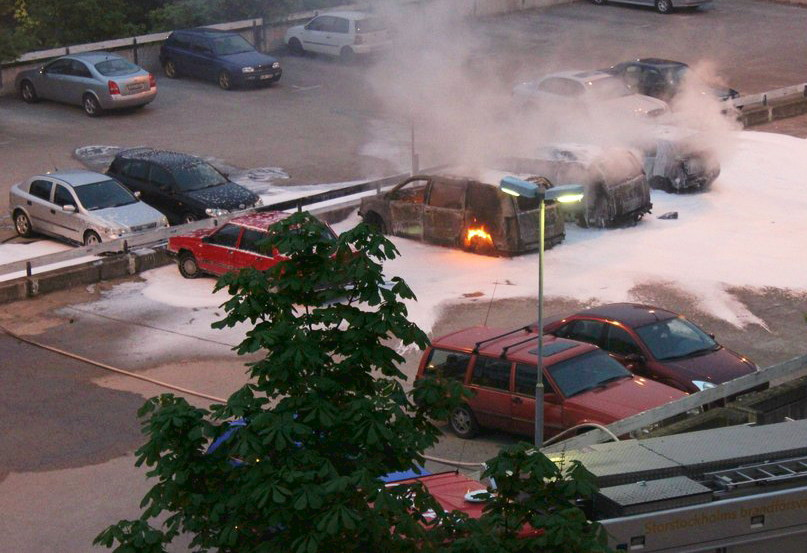
Ein Bild aus Husby am zweiten Tag der Unruhen

Am 19. Mai 2013 brachen Unruhen in Stockholm aus, nachdem ein mit einer Machete bewaffneter Mann von Polizisten erschossen worden war. Der Aufruhr begann im Stadtbezirk Rinkeby-Kista und konzentrierte sich zunächst auf den Ortsteil Husby, dessen Einwohner zum größten Teil über einen Migrationshintergrund verfügen. Die Unruhen weiteten sich später ins nördliche, westliche und südliche Stockholm aus.

## Hintergrund

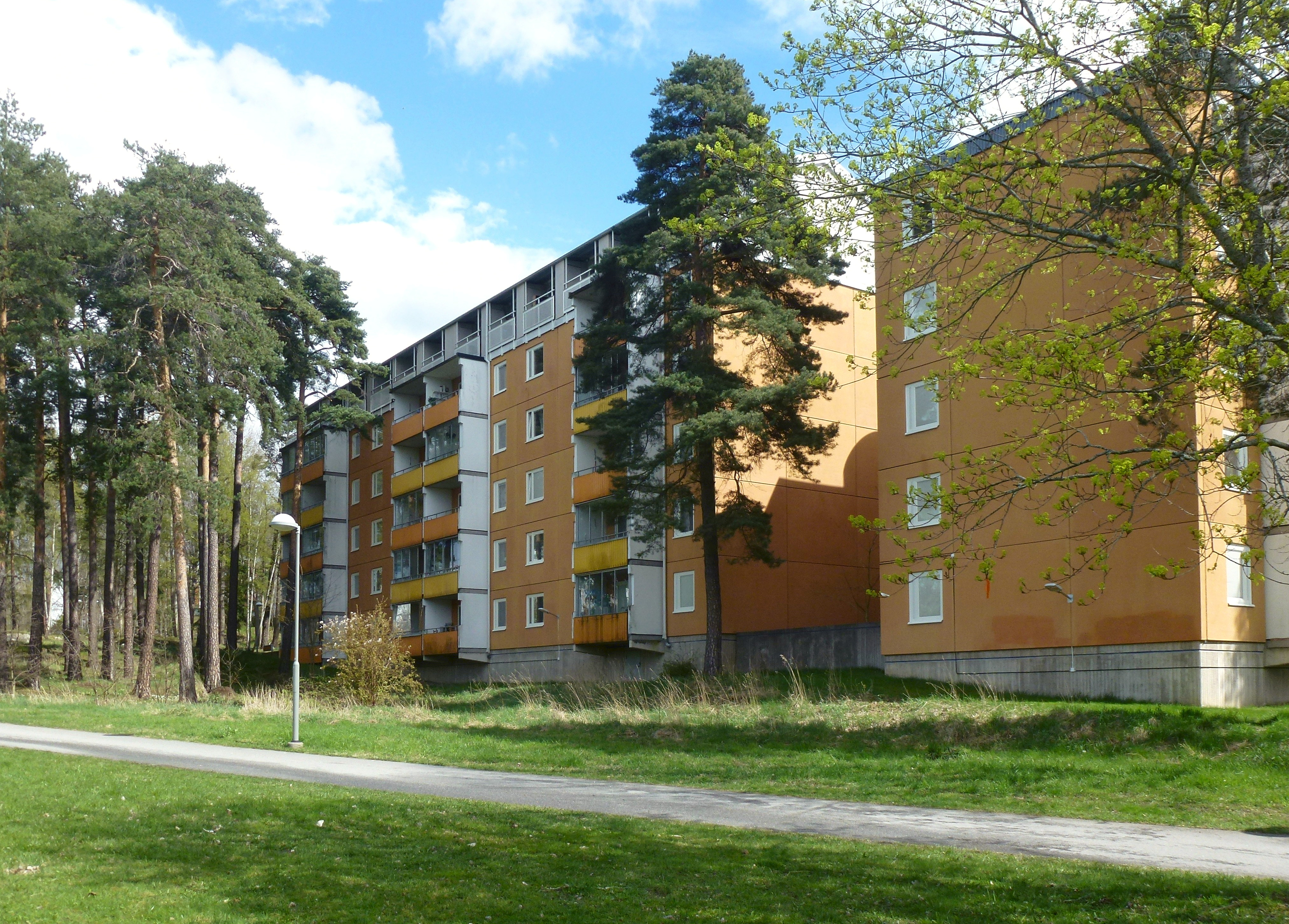
Typischer Plattenbau im Ortsteil Husby

Die Unruhen entstanden nach tödlichen Schüssen auf einen 69-jährigen Mann in seinem Apartment am Abend des 13. Mai 2013. Der Mann hatte sich nach Darstellung der Polizei mit einer Machete bewaffnet und mit seiner Frau eingeschlossen. Kurz zuvor seien er und eine Gang von Jugendlichen aneinandergeraten. Die Polizei habe ohne Erfolg mit dem Mann verhandelt und schließlich seine Wohnung gestürmt. Da der Mann die Polizisten mit der Machete bedroht habe, sei er „in Notwehr“ erschossen worden. Medienberichten zufolge war er vor dreißig Jahren aus Portugal eingewandert.
Schon 2010 hatte es in Stockholm Unruhen gegeben, als bis zu 100 Jugendliche in zwei Nächten in Folge Pflastersteine warfen, Feuer legten und die lokale Polizeistation in Rinkeby angriffen.
In Husby wohnen etwa 11.000 Menschen, etwa 83 Prozent von ihnen haben einen Migrationshintergrund (Stand: 2008).

## Die Unruhen

### Erste Nacht
Die Unruhen begannen Sonntagnacht am 19. Mai 2013, als Jugendliche in Husby Autos anzündeten. Mindestens 100 Automobile wurden verbrannt. In einer Garage wurde Feuer gelegt, sodass der Apartment-Block evakuiert werden musste, und ein Einkaufszentrum wurde demoliert. Die um 22:00 Uhr eintreffende Polizei wurde mit Steinen beworfen, drei Polizisten wurden dabei verletzt. Morgens um 5:30 Uhr kehrte wieder Ruhe ein. Nach Schätzungen der Polizei waren 50 bis 60 Jugendliche an den Aktionen beteiligt, es wurden jedoch keine Verhaftungen vorgenommen.

### Zweite Nacht

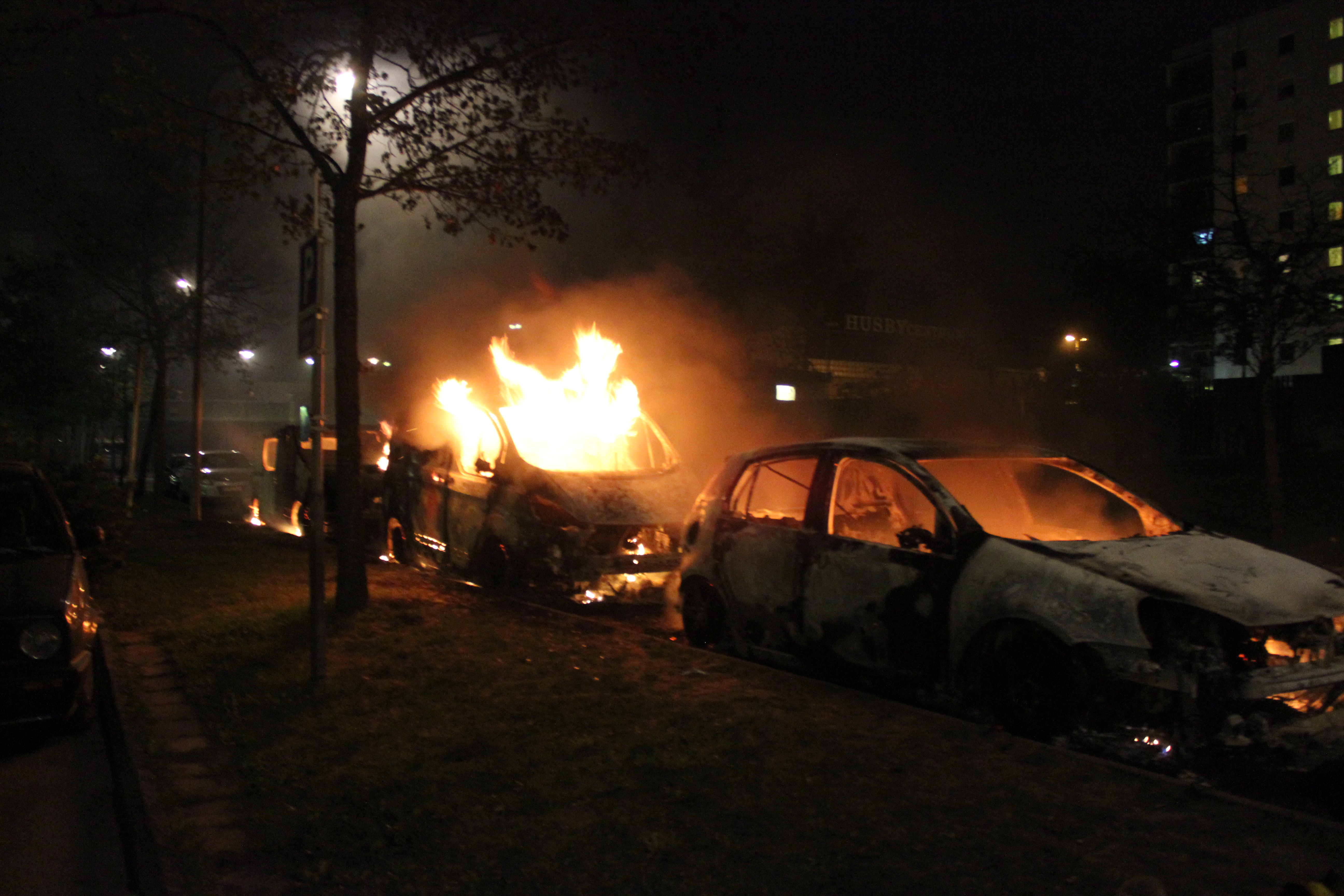
Brennende Autos am 20. Mai 2013

Die Unruhen setzten sich in der folgenden Nacht fort. Jugendliche verbrannten elf Automobile und vier Müllbehälter und griffen die Polizei und anrückende Feuerwehrmänner mit Steinen an. Die Polizei schätzte, dass 50 bis 100 Personen an den Ausschreitungen beteiligt waren. Einige waren lediglich 12 oder 13 Jahre alt, andere erwachsen. Um 4:00 Uhr morgens kehrte wieder Ruhe ein. Sieben Personen zwischen 15 und 19 Jahren wurden wegen tätlichen Angriffs festgenommen. Zwei wurden wieder freigelassen; bei einem dritten wurde festgestellt, dass er unter 15 Jahre alt war.
Im südlichen Stockholm kam es zu Unruhen geringeren Ausmaßes, wobei unbekannt ist, ob es Verbindungen zu jenen in Husby gab. Die Gewalt dehnte sich auch auf die Ortsteile Fittja, Kista, Rinkeby und Tensta aus.

### Dritte Nacht
Dienstagnacht erreichten die Unruhen Bredäng, Edsberg, Flemingsberg, Norsborg und Skarpnäck. Dreißig Automobile wurden verbrannt, in Jakobsberg wurden eine Polizeistation und ein Einkaufszentrum beschädigt. Die Polizei nahm acht Personen fest. Um 3:00 Uhr morgens kehrte Ruhe ein.

### Vierte Nacht
Auch in der Mittwochsnacht gingen die Ausschreitungen weiter. Viele Automobile wurden verbrannt. In Rågsved wurde die Polizeistation niedergebrannt. In Hagsätra wurden Polizisten angegriffen, einer von ihnen verwundet. In Skogås wurde ein Restaurant niedergebrannt, Feuerwehrleute wurden mit Steinen angegriffen.

### Fünfte Nacht
Am Donnerstag wurde die Polizei in Rinkeby um etwa 20:00 Uhr zu einem Einsatz gerufen, nachdem fünf Automobile in Brand gesetzt worden waren. In Vällingby bewarfen Jugendliche eine U-Bahn-Station mit Steinen und Flaschen, zerstörten mehrere Fenster und bedrohten das Personal, bevor sie wieder abrückten. Nach Mitternacht wurden in den Ortsteilen Tensta und Farsta mehrere kleinere Feuer gemeldet. Wenigstens zwei Schulen, eine Polizeistation und 15 Automobile wurden in der Nacht in Brand gesteckt. Insgesamt wurden 13 Personen in der Donnerstagnacht und am Freitagmorgen festgenommen.

### Sechste Nacht
Aufgrund der fortgesetzten Kämpfe zwischen Randalierern und der Polizei forderte diese am Freitag Unterstützung an.
In der Zwischenzeit haben sich die Randalen auf andere Gebiete in Schweden ausgeweitet, darunter Örebro, wohingegen die Situation in Husby, wo die Unruhen ihren Ursprung nahmen, wieder komplett unter Kontrolle der Polizei ist. Während der Nacht hat die Polizei 18 Rechtsextreme festgenommen, wenige Stunden nachdem sie an Unruhen teilgenommen hatten.

## Reaktion

### Reaktion der Regierung
Am Dienstagnachmittag erklärte der schwedische Ministerpräsident Fredrik Reinfeldt: „Es gab zwei Nächte mit großer Unruhe, Zerstörung, und einer einschüchternden Atmosphäre in Husby, und es besteht die Gefahr, dass es weitergeht. Es gibt Gruppen junger Männer, die glauben, sie könnten und sollten die Gesellschaft mit Gewalt verändern. Das soll klar sein: das ist nicht in Ordnung. Wir können uns nicht von der Gewalt regieren lassen“.
Justizministerin Beatrice Ask erklärte, es sei über jeden Angriff auf die Polizei Bericht zu erstatten.

### Reaktion der Polizei
Die Polizei startete eine Untersuchung des ursprünglichen Schussvorfalls. Die Polizei war von den Jugendlichen mit Steinen angegriffen worden und hatte am Sonntag drei und am Montag sieben Verletzte zu beklagen. Die Polizei verfolgte eine Strategie der Nicht-Einmischung und erklärte, ihr Ziel sei, „so wenig wie möglich zu tun“. Montagnacht wurden sieben Jugendliche festgenommen und acht am Dienstag.
Ulf Johansson, der stellvertretende Polizeichef des Stockholm-Distrikts, erklärte am Donnerstag: „Jede verletzte Person ist eine Tragödie, jedes angezündete Auto ein Verlust für die Gesellschaft ... aber nicht ganz Stockholm brennt. Wir sollten die Situation besonnen betrachten.“

### Öffentliche Reaktion
Die Einwohner von Husby reagierten verärgert über die Randalierer, über die Zerstörung von Eigentum und den Schaden für das Ansehen von Husby. Sie gaben der Überzeugung Ausdruck, dass der Schussvorfall von den Jugendlichen als Vorwand genommen wurde, um Unruhe zu stiften. Sie gaben auch der fehlenden Einflussnahme durch die Eltern eine Schuld.

### Mediale Berichterstattung
Vom lokalen englischsprachigen Nachrichtenportal „The Local“ wurde über die Randale ausführlich berichtet. Die zurückhaltende Reaktion der schwedischen Medien erklärte der Schriftsteller und Journalist Andrew Brown durch die vorsätzliche Politik, etwaige Nachahmer nicht zu ermutigen, und mit einer kulturellen Prüderie bzgl. Gewalt.